# Hariara Pohan
Hariara Pohan is een bestuurslaag in het regentschap Samosir van de provincie Noord-Sumatra, Indonesië. Hariara Pohan telt 606 inwoners (volkstelling 2010).